# Епістеміологічний анархізм
Епістемологічний анархізм («анархістська теорія пізнання») — релятивістська концепція, створена філософом науки, американцем австрійського походження Полом Фейєрабендом і розкрита в його роботах, особливо в книгах «Проти методу» та Наука у вільному суспільстві. Цей підхід проголошує відсутність будь-яких універсальних критеріїв істинності знання, а нав'язування таких критеріїв державою чи суспільством розглядає як перешкоду вільному розвитку науки. Кожен учений вільний розвивати свою ідею, якою б абсурдною чи застарілою вона не здавалася, а кожен із нас, у свою чергу, має бути вільним у виборі, з якими з цих теорій погоджуватися та яких поглядів дотримуватися.
Прихильник епістемологічного анархізму не обґрунтовує жодної своєї позиції і не заявляє про прихильність до будь-якої громадської організації або типу ідеології. Він проти будь-яких програм взагалі.

Наука представляє собою по суті анархістську діяльність: теоретичний анархізм більш гуманний і прогресивний, ніж його альтернативи, які спираються закон і порядок.
— Пол Фейерабенд. «Против метода. Очерк анархистской теории познания»

## Передумови виникнення
Щоб підтвердити свою позицію про те, що методологічні правила загалом не сприяють науковому успіху, Фейєрабенд наводить контрприклади до твердження, що (хороша) наука діє відповідно до певного фіксованого методу. Він навів деякі приклади епізодів у науці, які зазвичай вважаються незаперечними прикладами прогресу (наприклад, революція Коперника), і стверджував, що ці епізоди порушують усі загальноприйняті правила науки. Крім того, він стверджував, що застосування таких правил у цих історичних ситуаціях фактично запобігло б науковій революції.
Концепція виростає з критики ортодоксального наукового підходу, в основі якого лежать два принципи:
1. принцип дедукованості, згідно з яким усі успішні теорії в одній і тій же області обов'язково повинні бути сумісними,
2. принцип інваріантності значень, завдяки якому при включенні якоїсь нової теорії Т` в тіло старої теорії Т відбувається корекція значення теорії Т', заміна онтології нової теорії на онтологію старої. Прагнення узгодити нову теорію зі старою, зробити їх несуперечливими призводить до того, що зберігається не краща, а стара теорія.

Концепція Фейєрабенда по суті є продовженням розвитку концепції скептицизму, який з античних часів критикував інтелектуальний догматизм у пізнанні . Навіть сама назва основної праці П. Фейєрабенда «Проти методу» має явну паралель із трактатом Сексту Емпірика «Проти вчених».
На думку радянського філософа Олександра Никифорова, Фейєрабенда до створення теорії епістемологічного анархізму штовхали його соціально-політичні переконання. Він завжди підходив до розгляду науки та її методології з погляду гуманізму, щастя та вільного розвитку всіх людей, виступав проти духовного закріпачення людей та повставав проти науки, коли її догматизація використовується як засіб такого закріпачення .

## Принципи епістемологічного анархізму
Методологічно концепцію епістемологічного анархізму відбито у двох основних принципах.

### Принцип проліферації
Термін «проліферація» запозичений Фейєрабендом з біології, де він означає розростання тканини організму шляхом розмноження клітин.
Відповідно до цього принципу, від вченого потрібно винаходити («розмножувати») і розвивати різні концепції та теорії, причому він не повинен узгоджувати їх із загальновизнаними теоріями.
Фейєрабенд пропонує діяти контріндуктивно — використовувати гіпотези, що суперечать добре підтвердженим теоріям або обґрунтованим експериментальним результатам. Таким чином, на думку автора, можна уникнути обмеження наукової думки догматами, авторитетом старих теорій, стандартизованим підходом до аналізу фактів тощо. А також створення таких гіпотез допоможе краще зрозуміти загальноприйняті теорії, які на даний момент вважаються істинними. Багато властивостей і слабких місць теорій виявляються при порівнянні їх із фактами, а порівнянні їх між собою.

### Принцип несумірності
Одним із критеріїв оцінки наукових теорій, які атакує Фейєрабенд, є критерій узгодженості. Він зазначає, що наполягання на тому, що нові теорії повинні узгоджуватися зі старими теоріями, дає останнім необґрунтовану перевагу. Він робить логічну думку про те, що сумісність із неіснуючою старішою теорією не збільшує валідності чи істинності нової теорії порівняно з альтернативою, яка охоплює той самий зміст. Тобто, якщо довелося вибирати між двома теоріями з однаковою пояснювальною силою, вибрати ту, яка сумісна зі старішою, фальсифікованою теорією, означає зробити естетичний, а не раціональний вибір. Знайомство з такою теорією також може зробити її більш привабливою для вчених, оскільки їм не доведеться нехтувати багатьма плеканими упередженнями. Отже, можна сказати, що ця теорія має "несправедливу перевагу".
Тут концепція епістемологічного анархізму свідчить, різні теорії неможливо порівнювати одну з одною з погляду істинності наукового знання.

Фейєрабенд вважає, що створення чітких універсальних стандартів у відділенні справжнього знання від хибного є штучним і згубно впливає розвиток знання.

«Ідея методу, що містить жорсткі, незмінні та абсолютно обов'язкові принципи наукової діяльності, стикається зі значними труднощами у порівнянні з результатами історичного дослідження. При цьому з'ясовується, що не існує правила — хоч би як правдоподібним і епістемологічно обґрунтованим воно здавалося, — яке в той чи інший час не було б порушено».
— Пол Фейерабенд. «Против метода. Очерк анархистской теории познания»
Цей принцип перегукується з принципом несумірності парадигм у Томаса Куна (він розкритий у роботі Т. А. Куна «Структура наукових революцій»). Наукові підручники представляють розвиток науки як лінійний процес накопичення знання та послідовного переходу від слабких чи хибних теорій до все більш повних та істинних. Насправді, стверджує Кун, історія науки є складнішою системою. На його думку, в історії науки присутня низка послідовних змін наукових парадигм, яких дотримується наукова спільнота. Парадигма — це «філософія», поділена вченими, певний підхід до наукового дослідження, загальний набір символічних позначень тощо.
Наука може перебувати у двох «станах»: «період нормальної науки» — коли парадигма, що закріпилася, розвивається, шукаються вирішення проблем у рамках цієї парадигми, або період «наукової революції» — коли стара парадигма вичерпує себе і відбувається вибір нової парадигми з безлічі пропонованих підходів. У період «нормальної науки» теорії можна порівняти між собою з погляду пристосованості до вирішення поставлених парадигмою завдань. Проте, різні парадигми між собою не можна порівняти.
На відміну від Куна, Фейєрабенд взагалі не допускає існування будь-яких критеріїв порівняння теорій або моменту в часі, коли вони можуть бути порівнянними. Куновські два «стани» науки для Фейєрабенда лише дві протилежні тенденції — до збереження та зміни. На його думку, мікрореволюції в науці відбуваються постійно, а саме, коли якийсь сміливий вчений наважується відійти від старих перевірених способів наукового дослідження або створює теорію, абсолютно не сумісну зі старими, і відкриває нові горизонти пізнання.
Таким чином, не існує правил, за якими можна відокремити справжнє знання від хибного або з'ясувати, яка з теорій краща чи гірша. Розвиваючи цю думку, Фейєрабенд приходить до висновку, що не можна стверджувати, що наукове знання більш правильне та обґрунтоване, ніж релігійне чи міфологічне. Вони є рівними між собою способами пізнання дійсності, і відкидати якийсь із них буде втратою, а не придбанням.

### «Дозволено все» («Anything goes»)
Згідно з епістемологічним анархізмом, єдиний принцип, якого варто дотримуватися — це принцип «дозволено все» («anything goes»). Згідно з ним, кожен учений вільний винаходити свою власну концепцію і захищати її будь-якими аргументами. Причому аргументи відбираються у довільному порядку, погоджуючись із особистими інтересами, бажанням справити враження інших, від нудьги, тощо. Вони не обов'язково повинні відповідати вимогам підтвердженості досвідом, фальсифікованості чи якимсь іншим, крім вимоги максимальної переконливості для інших людей. Вчений може проводити пропаганду своїх поглядів будь-якими доступними методами.
У цій тезі успадковано концепцію Піррона про рівносильність тез «все одно»: не існує «єдино правильної» теорії.

### Відокремити науку від держави
У свою чергу, кожен з нас має бути вільним вирішувати — підтримувати чи не підтримувати теорію чи гіпотезу, яку обстоює вчений. Ні держава, ні суспільство не може нав'язати людині критерії відокремлення істинного знання від хибного.
У зв'язку з цим Фейєрабенд висловлюється саме за відокремлення науки від держави. На його думку, стандартизована освіта, і навіть деякі прийняті для державних наукових установ погляди, наукові догми, нав'язувані людям, які працюють у цій сфері, призводять до стагнації у науці, заганяють її у тісні рамки.
У світлі того, що для сучасного для Фейєрабенда суспільства було прийнято відокремлювати науку від релігії, вважати їх непримиренними протилежностями, він наводить приклад такої видатної особи, як Ньютон. Як відомо, великий фізик надихався ідеєю Бога, релігійними космогоніями. Той факт, що для Ньютона божественне стало причиною наукового, вказує на те, що вірність суворого відокремлення науки від релігії та міфу щонайменше не однозначна.

## Критика епістемологічного анархізму
Більшість критиків Фейєрабенда погоджуються з його думкою про абстрактно аналізований науковий метод. Однак його епістемологічний анархізм, критикуючи попередню Феєрабенду позитивістську філософію, доходить, на їхню думку, до крайнього релятивізму, з одного боку руйнуючи застарілі догми, а з іншого перетворюючись на абсурд. Початкове твердження Фейєрабенда про існування єдиного принципу, що не перешкоджає прогресу — принципу «Все зійде» (Anything Goes), нелогічно:

Усі методології мають обмеження, і єдине «правило», яке зберігає значення, таке: «Все зійде».
— (Фейерабенд, 1979. с. 333)
Взявши за відправний пункт правильну констатацію — «усі методології мають свої обмеження» — Фейєрабенд робить логічно невірний стрибок до хибного висновку: «Все зійде». Наприклад, існує багато способів плавання, всі вони мають свої обмеження, але ж не всі рухи тіла у воді однаково хороші, якщо мета не потонути.
Однак Фейєрабенд і не говорить про те, що слід не хотіти тонути. Кожен має право на вибір. І варіант «не потонути» необов'язково є вірним. Іншими словами, схоже, що Фейєрабенд не вважає прагнення до істинності знання та об'єктивності понять насправді найважливішою метою.

Наш перший крок у критиці звичайних людських понять і реакцій полягає в тому, щоб вийти з кола і винайти нову понятійну систему, наприклад, нову теорію, яка входить у конфлікт з найбільш міцно встановленими результатами спостережень і перевертає найбільш правдоподібні теоретичні принципи, або ж перенести таку систему з того, що поза наукою, з релігії, міфології, з ідей некомпетентних людей або з марення божевільних.
— (Фейерабенд 1993, с. 53)
Однією з проблем концепції є те, що Фейєрабенд розмиває межу між способом винаходу наукової теорії та її обґрунтуванням. Стверджуючи, що джерелом теорії може бути що завгодно (див. цитату вище), він заперечує необхідність раціонального обґрунтування теорії, таким чином відводячи свою концепцію в область крайнього релятивізму.
За всієї видимої гуманності його концепції, прагнення створити суспільство, де кожен розвиватиметься індивідуально, а держава охоронятиме будь-які форми пізнання, положення Фейєрабенда мають надто загальний та абстрактний характер. У жодній своїй роботі він не пояснює, чим по суті погана та чи інша теорія, або де загальноприйняті концепції щодо світоустрою виявляються помилковими.